# Bariumborat
Bariumborat (genauer Bariummetaborat) ist eine chemische Verbindung des Bariums aus der Gruppe der Borate. Sie kommt in verschiedenen Modifikationen vor, die sich durch ungewöhnliche Eigenschaften wie optische Doppelbrechung und optische Nichtlinearität auszeichnen.

## Gewinnung und Darstellung
Bariumborat kann durch Reaktion einer Borsäurelösung mit Bariumhydroxid gewonnen werden. Das entstehende γ-Bariumborat enthält Kristallwasser, das durch Erhitzen auf 300–400 °C entfernt werden kann. Bei Erhitzung auf 600 bis 800 °C setzt sich dieses vollständig zu β-Bariumborat um. Bariumborat-Monohydrat wird aus einer Lösung von Bariumsulfid und Natriumtetraborat hergestellt. Das Dihydrat entsteht durch Ausfällung aus einer Bariumchloridlösung durch Zugabe einer Natriummetaboratlösung bei 90 bis 95 °C. Bei Raumtemperatur fällt das Tetrahydrat aus.

## Eigenschaften

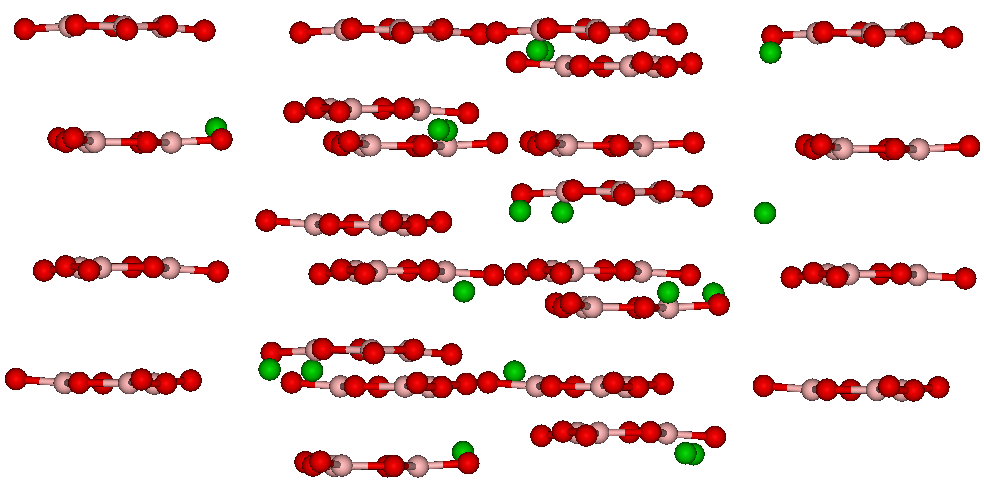
Kristallstruktur von β-Bariumborat nahezu senkrecht zur c-Achse gesehen.
Farben: grün – Barium, pink – Bor, rot – Sauerstoff

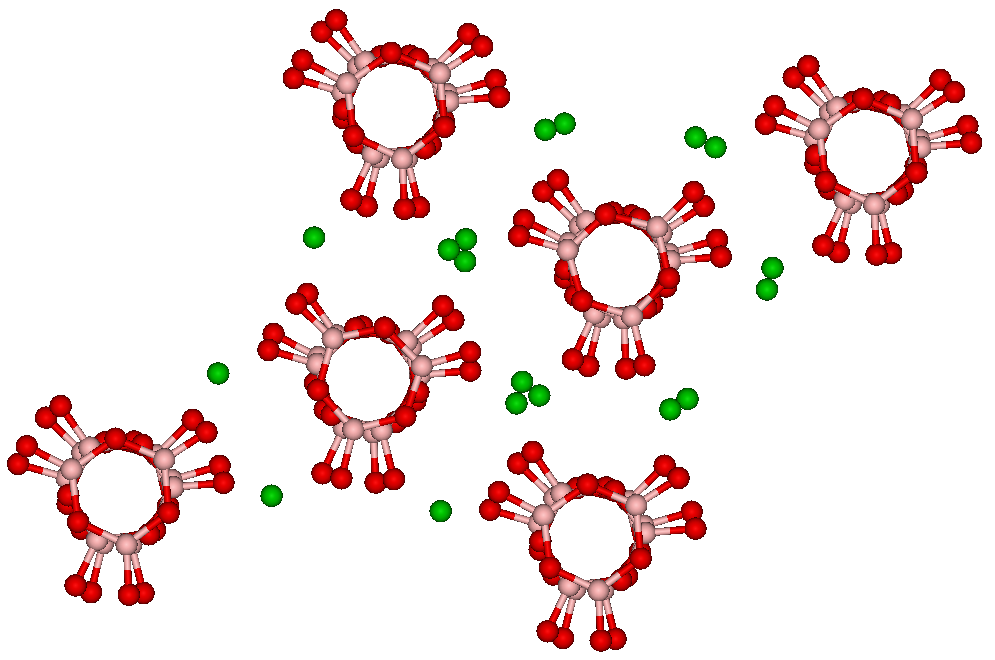
Kristallstruktur von β-Bariumborat entlang der c-Achse.

Bariumborat-Monohydrat ist ein weißer Feststoff, der wenig wasserlöslich ist. Das ebenfalls weiße Dihydrat verliert bei 140 °C Kristallwasser. Die Hochtemperaturform α-Bariumborat hat gute mechanische Eigenschaften (Mohs-Härte von 4,5), eine hohe Doppelbrechung und ist in einem sehr weiten Bereich zwischen 189 und 3500 nm durchsichtig. Sie kristallisiert trigonal, Raumgruppe R3c (Raumgruppen-Nr. 167) mit den Gitterparametern a = 7,235 Å und c = 39,19 Å. Ähnlich wie die α-Form besitzt die Niedertemperaturform β-Bariumborat (BBO) eine trigonale Kristallstruktur mit der Raumgruppe R3c (Nr. 161) und den Gitterparametern a =  8,380 Å und α = 96,65°. Die Struktur enthält nahezu planare trimere Ionen (BO2)3−. Jedes Bariumatom wird von acht Sauerstoffatomen benachbarter Anionen koordiniert.  Die Tieftemperaturphase weist nichtlineare optische Eigenschaften auf. Im Vergleich zu Kaliumdihydrogenphosphat (KDP) hat die Verbindung eine nahezu sechsmal so hohe Nichtlinearität und einen weiten Bereich von Wellenlängen (ca. 210 bis 2100 nm), in dem der Kristall transparent ist. Ähnlich wie KDP kann BBO auch bei Laserpulsen sehr hoher Energiedichte eingesetzt werden (hohe Zerstörschwelle: ca. 5 GW/cm2 bei 1064 nm Wellenlänge und 10 ns Impulsdauer).
Die Brechungsindices no und ne von BBO werden durch die Sellmeier-Gleichung
{\displaystyle n^{2}(\lambda )=A+{\frac {B}{\lambda ^{2}+C}}+D\lambda ^{2}}
beschrieben. In Veröffentlichungen werden unterschiedliche Werte für die experimentell ermittelten Sellmeier-Koeffizienten (A, B, C, D) angegeben. Beispielhaft die Werte von Kato:
|    | A      | B/µm2   | C/µm2    | D/µm−2   |
| no | 2,7359 | 0,01878 | −0,01822 | −0,01354 |
| ne | 2,3753 | 0,01224 | −0,01667 | −0,01516 |

## Verwendung
Bariumborat-Monohydrat wird als Pigment, Korrosionshemmer (durch seine alkalischen Eigenschaften), Flammschutzmittel, Tannin-Verfärbungsblockierungsmittel für Lacke und weiteres verwendet. Das Dihydrat wird als Flammschutzmittel in Farben, Papier, Textilien und Plastik verwendet. Bariumborat ist seit den 1960er-Jahren in den USA als Bakterizid und Fungizid zugelassen. α-Bariumborat ist ein nützliches Material für Hochleistungs-UV-Licht-Polarisationsoptiken und Akustooptiken.
β-Bariumborat wird verwendet für:
- Frequenzverdopplung und Mischen (Erzeugung der Summen- und Differenzfrequenz) des Lichtes von (gepulsten) Lasern
- Korrelation zur Messung der Impulsdauer und -form ultrakurzer Laserpulse
- optisch parametrische Oszillatoren
- Pockels-Zellen
- zur Erzeugung von UV-Licht[17]